# Brinckella hanstroemi
Brinckella hanstroemi är en kackerlacksart som först beskrevs av Karlis Princis 1949.  Brinckella hanstroemi ingår i släktet Brinckella och familjen storkackerlackor. Inga underarter finns listade.